# 301 - La leggenda di Maximus il fichissimo
301 - La leggenda di Maximus il fichissimo (The Legend of Awesomest Maximus) è un film del 2011, diretto da Jeff Kanew.

## Trama
Nell'antica Troia, per ottenere l'approvazione del padre, Orlando, principe dai gusti sessuali ambigui, rapisce la bella Elena dalla Grecia, scatenando l'ira del perfido sovrano ellenico, Erotico. Per affrontare l'esercito greco che già viaggia verso la città di Troia, il generale Maximus, inetto e inadeguato alla guerra, mette in piedi un gruppo di 300 combattenti che, però, non brillano in arguzia e arte della guerra.

## Distribuzione
È uscito nelle sale statunitensi il 5 agosto 2011 mentre in Italia è stato trasmesso il 29 novembre dello stesso anno su Sky Cinema.

## Film parodiati
- Il gladiatore
- Troy
- 300
- Braveheart